# Фреавин
Във фантастичната Средна земя на британския писател Джон Роналд Руел Толкин Фреавин (Fréawine) е петият крал на Рохан.
Фреавин става крал след смъртта на своя баща Фреа през 2659 г. от Третата епоха на Средната земя, когато вече е на 65 години. Той е роден по време на управлението на своя дядо Алдор Стария. Когато Алдор все пак умира и тронът на Рохан преминава в сина му Фреа, Фреавине е навършил 51 години и е роден неговия внук Деор.
Фреавин управлява в продължение на 21 години до смъртта си през 2680 г. Т.Е. Той умира на 86-годишна възраст и е наследен от сина си Голдвине.